# 1-я Македонская ударная бригада
1-я Македонская ударная бригада (сербохорв. Prva makedonska udarna brigada / Прва македонска ударна бригада, макед. Прва македонска ударна бригада) — воинское формирование Народно-освободительной армии Югославии, состоявшее из этнических македонцев.

## История
Бригада сформирована 8 июня 1944 г. в селе Локов, близ Струги. В её состав вошли два батальона из 1-й Македонско-Косовской пролетарской ударной бригады, а также три отдельных партизанских отряда. Общая численность бригады составляла 420 человек. Первым командиром бригады был Тихомир Шаревский, а политруком Гёре Дамевский.
Боевое крещение бригада приняла в районе Охрида, Струги и Дебара, сражаясь против немецко-албанских сил. Ожесточённые бои с участием бригады разгорелись в сёлах Богомила, Никодин, Дебарца, Галичко и Малесия. 9 сентября 1944 года 1-я МУБ "под шумок" разоружила несколько формирований Болгарской армии, в последующие дни ей удалось взять Стругу и Гостивар, покинутые болгарскими частями. На 8 октября численность бригады составляла 794 человека. 7 ноября 1944 года 1-я МУБ выбила германские контингенты из Охрида, ранее покинутого болгарскими частями.
6 декабря 1944 бригада вошла в состав 48-й Македонской дивизии, которая, в свою очередь, вошла в состав 15-го Македонского армейского корпуса. С января 1945 г. бригада (около 2000 бойцов) участвовала в боях на Сремском фронте. 12 апреля 1945 г. фронт был прорван, и титовским частям удалось взять полуостров Срем и выйти в Славонию. 12 же апреля 1-я МУБ вступила в ожесточённые бои близ Винковцев. После чего достигла Загреба - хорватской столицы, которую поглавник Анте Павелич 9 мая 1945 г. объявил "открытым городом"... После Загреба 1-я МУБ преследовала германские части в Целе и Дравограде на территории Словении.
12 июня бригада получила распоряжение вернуться в Вардарскую Македонию. С 20 по 26 июня 1945 года бригада добиралась до Скопье.
Издавала свою газету «Народный солдат».